# Madam X
I Madam X sono un gruppo hair metal statunitense fondato nel 1982 dalle sorelle Maxine e Roxy Petrucci.

## Storia
I Madam X nacquero nel 1982 a Detroit per mano delle sorelle Petrucci, Maxine (chitarrista) e Roxy (batterista). Le due avevano precedentemente suonato in un gruppo chiamato Pantagruel. La formazione fu completata dal bassista Chris Doliber e dal cantante Jayme Grosjean, in seguito sostituito da Bret Kaiser. Il gruppo firmò un contratto con la Jet Records di Don Arden e pubblicò l'album di debutto We Reserve the Right nel 1984, sotto la produzione di Rick Derringer. In quel periodo la band si esibì al famoso Marquee Club e apparve nel programma televisivo britannico "ECT".
Il gruppo si rimise al lavoro per un secondo album, ma dovette scontrarsi con nuovi cambi di formazione. Bret Kaiser lasciò il gruppo e venne sostituito con scarso successo dal cantante britannico John Ward. Roxy Petrucci si unì invece alle Vixen. La casa discografica provò a riformare il gruppo con l'allora sconosciuto cantante canadese Sebastian Bach, che tuttavia presto lasciò per ottenere fama negli Skid Row. Per un breve periodo di tempo la band proseguì come terzetto, prima di sciogliersi definitivamente nel 1988.
Nel 1991 le sorelle Petrucci provarono a riformare il gruppo con la cantante Lenita Erickson e la bassista Irene Wohlma; questa formazione prese il nome di Hell's Belles ma ebbe vita breve.
I quattro membri originale del gruppo Bret Kaiser, Maxine Petrucci, Roxy Petrucci e Chris Doliber si sono riuniti allo Sweden Rock Festival il 7 giugno 2014.
Il 31 ottobre 2017 il gruppo ha pubblicato il nuovo album Monstrocity per la EMP Records.

## Formazione

### Formazione attuale
- Maxine Petrucci - chitarra (1982-1988, 1991, 2014-oggi)
- Roxy Petrucci - batteria (1982-1986, 1991, 2014-oggi)
- Bret Kaiser - voce (1982-1985, 2013-oggi)
- Chris Doliber - basso (1982-1988, 2013-oggi)

### Ex componenti
- Jayme Grosjean - voce (1982)
- John Ward - voce (1985-1986)
- Mark McConnell - batteria (1986-1988)
- Sebastian Bach - voce (1986-1987)
- David Rolen - voce (1988)
- Shawn Duncan - batteria (1988)
- Lenita Erickson - voce (1991)
- Irene Wohlman - basso (1991)

## Discografia
- 1984 - We Reserve the Right
- 2017 - Monstrocity